# 1100
Năm 1100 là một năm trong lịch Julius.